# Хусеинович, Саид
Саид Хусеи́нович (босн. Said Husejinović; 13 мая 1988, Зворник) — Боснийский футболист, нападающий клуба «Слобода» из Тузлы.

## Карьера
Перешёл в «Вердер» 1 июля 2008 года из «Слободы» за 900 тысяч евро. 17 января 2009 года был отдан в аренду «Кайзерслаутерну», а 24 августа вернулся в стан бременцев. С 2011 года выступает на Балканах.
В 2007—2008 гг. провёл три матча в составе сборной Боснии и Герцеговины (до 21 года). 15 декабря 2007 года участвовал в не признанном ФИФА товарищеском матче между сборными Боснии и Герцеговины и Польши, а в 2008 году официально дебютировал в составе боснийской национальной команды, проведя два официальных товарищеских матча.

## Достижения
«Динамо» (Загреб)
- Победитель чемпионата Хорватии : 2013/14, 2014/15, 2015/16
- Обладатель кубка Хорватии : 2014/15, 2015/16